# Noah Hawley

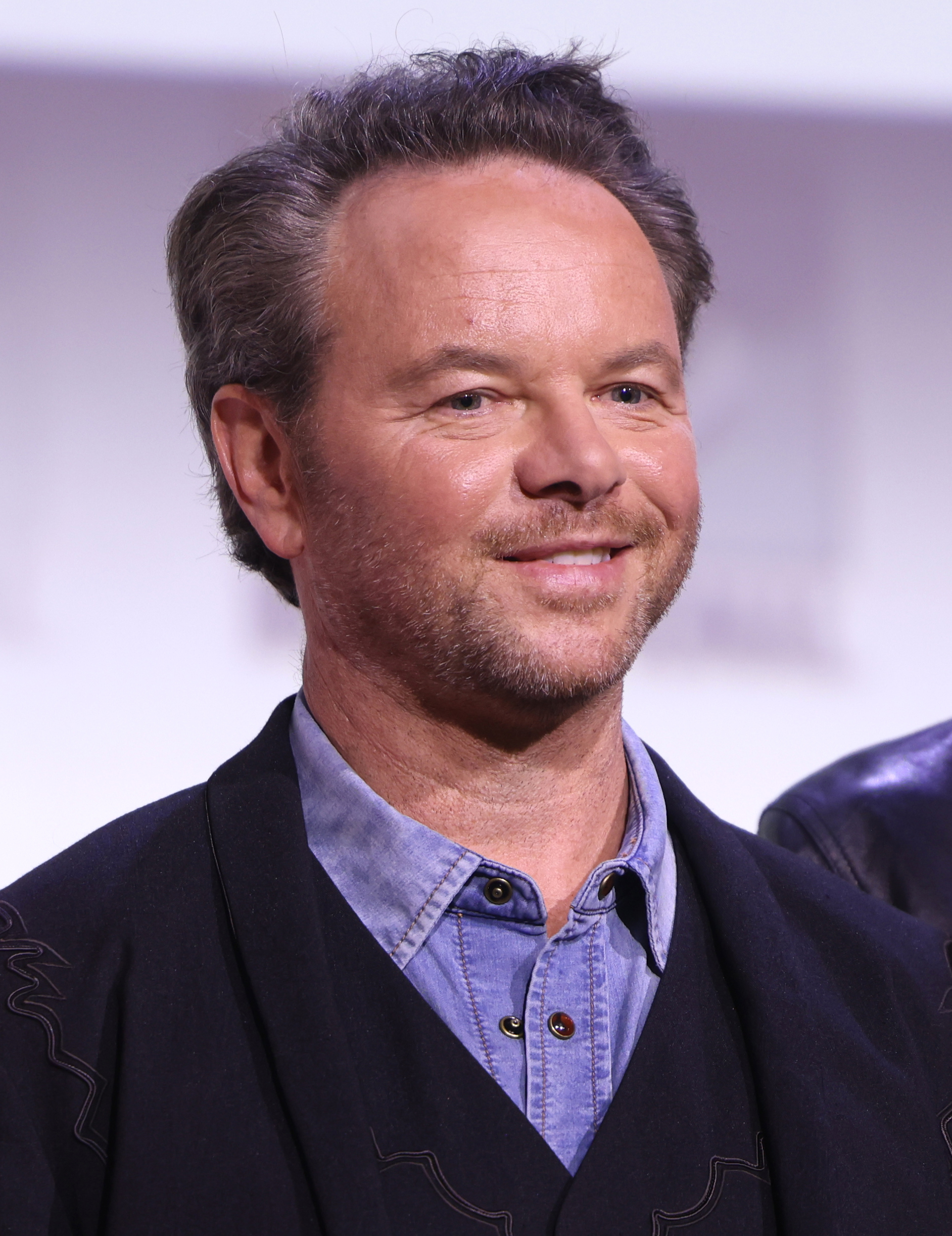
Noah Hawley (2025)

Noah Hawley (* 1967 in New York City) ist ein amerikanischer Film- und Fernsehproduzent, Drehbuchautor und Schriftsteller.

## Leben
Hawley studierte Politikwissenschaft am Sarah Lawrence College in Yonkers. Nach seinem Abschluss arbeitete er in einem Rechtshilfeverein für missbrauchte und verwahrloste Jugendliche und begann in seiner Freizeit zu schreiben. 1994 zog er nach San Francisco, wo er sich auf Einladung Po Bronsons dem Schriftstellerkollektiv San Francisco Writers’ Grotto anschloss. Nach verschiedenen Kurzgeschichten und Magazinbeiträgen erschien 1998 sein erster Roman A Conspiracy of Tall Men, ein Thriller über Verschwörungstheorien.
Nach seinem zweiten Roman Other People’s Weddings (dt. Die Hochzeitschwindlerin, 2004) verkaufte Hawley sein erstes Drehbuch an Summit Entertainment. Noch bevor der Film Alibi im Jahr 2006 veröffentlicht wurde, begann er für Fox als Drehbuchautor und Produzent an der Serie Bones – Die Knochenjägerin nach der Vorlage von Kathy Reichs mitzuarbeiten. Anschließend entwarf er für ABC die Serien The Unusuals und My Generation. Zwischen 2007 und 2011 schrieb er an seinem vierten Roman The Good Father (dt. Der Vater des Attentäters) über einen Vater, dessen Sohn eines Attentats auf einen amerikanischen Präsidentschaftskandidaten beschuldigt wird. Hawley entwickelte die seit 2014 ausgestrahlte Fernsehserie Fargo, die auf dem gleichnamigen Spielfilm der Coen-Brüder basiert, und ist ihr verantwortlicher Showrunner. Zudem schuf er die zwischen 2017 und 2019 ausgestrahlte TV-Serie Legion, in deren Mittelpunkt Superhelden aus den Marvel Comics stehen. 2025 wurde die von ihm verantwortete Serie Alien: Earth ausgestrahlt, die vor den Geschehnissen von Alien spielt.
Im Zentrum von Hawleys fünften Roman Before the Fall (dt. Vor dem Fall, 2016) steht der Absturz des Privatflugzeugs eines Medienmoguls, den nur ein erfolgloser Maler und ein von ihm geretteter kleiner Junge überleben. Von diesem zentralen Ereignis aus beleuchtet er sowohl die Vorgeschichte der Beteiligten als auch das weitere Schicksal des Malers, der durch die Hexenjagd eines rechtspopulistischen TV-Senders vom gefeierten Helden zum von Verschwörungstheorien umrankten Schurken wird. Der Sender ist laut Marcus Müntefering dem realen Sender Fox News nachempfunden, und der Roman hinterfrage den Wandel von Journalismus zu Infotainment sowie die allgegenwärtige Macht der Medien als „Unterhaltungsmaschinerie“.
Im Jahr 2019 gab Hawley mit dem Weltraum-Drama Lucy in the Sky sein Regiedebüt. Im Mittelpunkt steht eine von Natalie Portman gespielte Astronautin und ihre Liebesaffäre zu einem Kollegen. Die Geschichte ist inspiriert von der Lebensgeschichte der NASA-Astronautin Lisa Nowak.
Hawley lebt in Los Angeles und Austin, Texas, wo seine Frau und seine Tochter wohnen. In seiner Freizeit engagiert er sich für die gemeinnützige Schreibschule 826 Valencia für Kinder und Jugendliche.

## Auszeichnungen
- 2017: Edgar Allan Poe Award (Bester Roman) für Before the Fall

## Filmografie
Als Regisseur
- 2019: Lucy in the Sky

Als Drehbuchautor
- 2005–2008: Bones – Die Knochenjägerin (Bones, Fernsehserie)
- 2006: Alibi – Ihr kleines schmutziges Geheimnis ist bei uns sicher (The Alibi)
- 2009: The Unusuals (Fernsehserie, 10 Episoden)
- 2010: My Generation (Fernsehserie, 2 Episoden)
- seit 2014: Fargo (Fernsehserie, Schöpfer)
- 2017–2019: Legion (Fernsehserie, Schöpfer)
- 2025: Alien: Earth (Fernsehserie, Schöpfer)

Als Executive Producer
- 2007–2008: Bones – Die Knochenjägerin (Bones, Fernsehserie)
- 2009: The Unusuals (Fernsehserie, 10 Episoden)
- 2010: My Generation (Fernsehserie, 7 Episoden)
- seit 2014: Fargo (Fernsehserie)
- 2017–2019: Legion (Fernsehserie)
- 2025: Alien: Earth (Fernsehserie)

## Romane
- 1998: A Conspiracy of Tall Men
- 2004: Other People’s Weddings (deutsch: Die Hochzeitsschwindlerin, 2006)
- 2008: The Punch
- 2012: The Good Father (deutsch: Der Vater des Attentäters, 2014, Taschenbuchausgabe unter dem Titel Der verlorene Sohn, 2019)
- 2016: Before the Fall (deutsch: Vor dem Fall, 2016)
- 2022: Anthem